# Officiersorde van Jan Zizka van Trocnova
De "Officiersorde van Jan Zizka van Trocnov" (Tsjechisch: "Československý velitelský řád Jana Žižky z Trocnova"), men komt ook "Commandeursorde" als vertaling tegen,werd op 14 juni 1946 door de regering van Tsjecho-Slowakije ingesteld als decoratie voor leiderschap in de veldslagen die tot de bevrijding hebben geleid. De orde kon aan Tsjechoslowaken en vreemdelingen worden verleend. Deze orde komt in rang vóór de Orde van de Vrijheid en zij is na de oorlog aan de leidinggevende officieren die het land van de Duitse bezetting bevrijdden uitgereikt. Ook militairen, Tschechoslowaaks of geallieerd, die dienstdeden in de geallieerde strijdkrachten en zo de Duitsers bestreden kwamen in aanmerking.
De orde bestaat uit een gouden ster en twee medailles. Er zijn geen ridders zodat men over "dragers" of desnoods "leden" van de orde kan spreken.
- De Gouden Ster[4] werd, zonder lint, op het uniform gespeld. Er is wel een baton.
- De Zilveren Ster werd, zonder lint, op het uniform gespeld. Er is wel een baton.
- De Medaille werd aan een lint op de linkerborst gedragen.

De ster heeft een zeer groot medaillon met het portret van Jan Zizka en het randschrift "NEPŘÁTEL SE NELEKEJTE, NA MNOŽSTVÍ NEHLEĎTE" oftewel "VREEST DE VIJAND NIET, HOE TALRIJK HIJ OOK MOGE ZIJN". Daaromheen zijn acht punten aangebracht. Het centrale medaillon op de keerzijde draagt de tekst "ČESKOSLOVENSKÝ VELITELSKÝ ŘÁD" EN "JANA ŽIŽKY Z TROCNOVA" en twee gekruiste knuppels.
De medaille is van zilver en draagt het portret van Jan Zizka en het randschrift "NEPŘÁTEL SE NELEKEJTE, NA MNOŽSTVÍ NEHLEĎTE" oftewel "VREEST DE VIJAND NIET, HOE TALRIJK HIJ OOK MOGE ZIJN". Daaromheen zijn acht punten aangebracht. Het centrale medaillon op de keerzijde draagt de tekst "ČESKOSLOVENSKÝ VELITELSKÝ ŘÁD" EN "JANA ŽIŽKY Z TROCNOVA" en twee gekruiste knuppels.
Het lint is zwart met een rode middenstreep. De kleuren van de Hussieten herinneren aan de rol van Jan Zizka tijdens de Hussietenopstanden in de 14e eeuw.. Men draagt een miniatuur van ster op het baton van de Ie en IIe Klasse. Deze orde werd na het opheffen van Tsjechoslowakije in 1990 niet opgeheven maar zij komt evenmin voor in de lijst van onderscheidingen van Tsjechië of Slowakije. Men mag haar nog wel dragen.